# Обратная связь (коммуникации)
Обратная связь — в самом широком понимании ответная реакция человека или группы людей на получаемую информацию или совершаемое действие. Обратная связь как инструмент для изменения поведения (его улучшения) других людей широко используемый в социальном взаимодействии (например, при оценке персонала) и в обучении.
В качестве синонима обратной связи также используется «фидбэк» — транслитерации англоязычного термина «feedback».

## Способы осуществления обратной связи
Считается[кем?], что негативная обратная связь редко приводит к изменению поведения человека. Существует несколько способов дачи обратной связи, при котором наиболее вероятно, что она достигнет цели по изменению поведения человека.
Выделяют конструктивную обратную связь, при которой соблюдается принцип уважения собеседника и безоценочности обратной связи. Для этого важно выделять недостатки в виде констатации фактов, и предлагать решения, которое устраняет эти недостатки.
Принцип сбалансированной обратной связи предполагает под собой последовательность позитивной и негативной обратной связи.
1. Начать с положительной обратной связи: расположить человека, чтобы мотивировать его прислушаться к совету или требованию к улучшению
2. Указывая только на факты, указать, в чём необходима доработка, в чём недостатки существующих решений
3. Закончить положительной «вдохновляющей» обратной связью, чтобы вернуть человека в позитивное состояние, мотивировать на изменения и улучшения касательно недостатков.

Также существует способ отдачи сбалансированной обратной связи на новые идеи:
1. Выделить положительные стороны идеи другого человека, чтобы дать автору понять, что вы его действительно выслушали. При этом необходимо выделить позитивное «зерно». Существует два способа сделать это: дать фидбэк по форме презентации (например, «Спасибо, что рассказано по фазам») или дать обратную связь по сути сообщения. Можно выделить, к какому типу относится предложение — идеи, которые можно воплотить прямо сейчас, что требует доработки и сырые идеи и мысли, которые необходимо сформулировать в предложение.
2. Подсказать, как конкретно необходимо доработать, чтобы устранить доработки. Необходимо преобразовать недостаток в конкретный совет.
3. Создание образа будущего, при котором идея реализована, чтобы дополнительно мотивировать человека.

Формула обратной связи Амины Нолан. Чтобы дать обратную связь необходимо:
1. Безоценочное описание действий человека, которые привели к нежелательному эффекту,
2. Описание нежелательного эффекта: что из-за этого произошло, как вы себя почувствовали, какие издержки были у команды / проекта.
3. Предложение варианта, при котором нежелательный эффект будет устранен или смягчен. Стараемся учесть интересы человека и не ограничить свободу.

## Обратная связь в областях жизнедеятельности

### Обратная связь в теории коммуникации
В теории коммуникации понимается ответная реакция адресата на сообщение отправителя. Концепция обратной связи используется в теории коммуникации Дойча. В ней обратная связь — это коммуникационная сеть, которая совершает ответное действие на получение информации и позволяет включить результаты политических решений и действий в последующее поведение.
Также обратной связью (social feedback) называют возможность для участников в среде социальных сетей добавлять свои мнения о качестве или актуальности контента. Например, «нравится / не нравится», «большой палец вверх / большой палец вниз», комментарии, пометки и символы.

### Обратная связь пользователей
Обратная связь считается важным инструментом для коммуникации с пользователями, выстраивания сотрудничества между компанией и пользователем или потребителем. В частности, обратная связь пользователей используется компаниями для улучшения продуктов.

### Обратная связь в образовании
Традиционно в образовании обратная связь дается на выполнение учеником определённого задания с целью скорректировать его поведение на желаемое (т. н. «корректирующая» обратная связь). Минимальный способ обеспечение обратной связи — оценка по заданной шкале, однако такая обратная связь не достигает своей цели — исправление поведения ученика.
Для эффективной дачи обратной связи необходимо понимать, как ученики это воспринимают обратную связь и как они реагируют на неё, изменяя свое действие. Также обратная связь в обучении используется для повышения мотивации к обучению.
Существует практика дачи обратной связи от учащегося к преподавателю с целью оптимизации преподавания под потребности и склонности учащихся. Однако сейчас такая оценка не всегда приводит к улучшению преподавания по причинам: вопросы ориентированы на преподавателей и учителей, а не на учащихся и их опыт обучения, а также то, что вопросы недостаточно конкретны и корректны. Наиболее близким по частоте и качеству обратной связи в существующей практике являются one-minute papers. Для их сбора в онлайн-среде рекомендуется, использовать такие инструменты как Padlet и Piazza. Среди специализированных инструментов выделяется онлайн-механизм по сбору OMP c аналитическим компонентом, который определяет ключевые темы в ответах студентов, чтобы снизить время их обработки. Тем не менее, инструментам не хватает методически проработанных вопросов, что снижает их влияние на изменение преподавания. Инструменты включены в платформы по созданию и обсуждению обучающих презентаций (например, в mentimeter) существует инструмент обратной связи по широкому кругу проблем университета, однако их потенциал в изменении преподавания ограничен.